# Margonema longisetosum
Margonema longisetosum är en rundmaskart som beskrevs av Allgen 1935. Margonema longisetosum ingår i släktet Margonema och familjen Axonolaimidae. Arten är reproducerande i Sverige. Inga underarter finns listade i Catalogue of Life.